# Liempde
Liempde (Brabants dialect: Liemt) is een dorp in de Nederlandse provincie Noord-Brabant, gelegen in de Meierij van 's-Hertogenbosch. Ondanks voorkeur voor fusie met de gemeente Sint-Oedenrode, ging Liempde in 1996 op in de gemeente Boxtel. Het gebied van de voormalige gemeente heeft circa 4.840 inwoners. Naast de kern Liempde zijn er enkele gehuchten die ook tot de voormalige gemeente behoorden, te weten Vrilkhoven, Kasteren, Den Berg en Hezelaar.
De dorpskern is vrij gaaf gebleven. De directe omgeving, het dal van de Dommel, is zeer schilderachtig.

## Toponymie
Liempde werd in de oudste documenten geschreven als: Lijmt, Lijmde, of Limde. Het kan als zodanig zijn ontstaan uit het Germaanse lim, wat leem of kalk betekent. Een andere verklaring is het eveneens Germaanse lima, wat boomtak betekent, en Liempde dus: plaats waar men voederloof sneed zou betekenen. De eerste verklaring is aannemelijker, mede gezien de leemrijke bodem.

## Geschiedenis

### Middeleeuwen
De eerste ontginningen vonden in de vroege middeleeuwen plaats op vruchtbare bosgronden langs de Dommel. In de vroegste periode maakte Liempde deel uit van het graafschap Rode. In die periode werden de inwoners van Liempde soms met de naam "Rooienaren" aangeduid en ontving het dorp zijn costuimen en landrechten naar Roois recht. Met de verkoop van het graafschap Rode in 1232 door de graaf van Gelre aan de hertog van Brabant kwam Liempde in de 13e eeuw bij het hertogdom Brabant als onderdeel van de Meierij van 's-Hertogenbosch en bleef het ressorteren onder het kwartier Peelland. Het was een hertogsdorp. In 1391 schonk Hertogin Johanna het dorp Liempde als een hoge Heerlijkheid aan Ridder Willem van de Meeren van Boxtel.
Liempde bestond in die tijd uit een stel verspreid liggende buurtschappen. Van een dorpskern was nog geen sprake. De eerste kapel was de Sint-Janskapel, die nabij de Dommel in de buurtschap De Berg stond. Sinds 1474 had de kapel een eigen rector. Het patronaatsrecht bleef in handen van het kapittel van Boxtel. Pas in 1603 kon men los van dit kapittel een pastoor kiezen.
Vanaf 16e eeuw ging het slecht met de Meierij. Liempde heeft te lijden gehad onder de verschillende oorlogen die de Meierij teisterden, met name de Tachtigjarige Oorlog. In die periode verviel het Liempdse Sint-Janskerkje op de Kerkakkers.

### Staats-Brabant

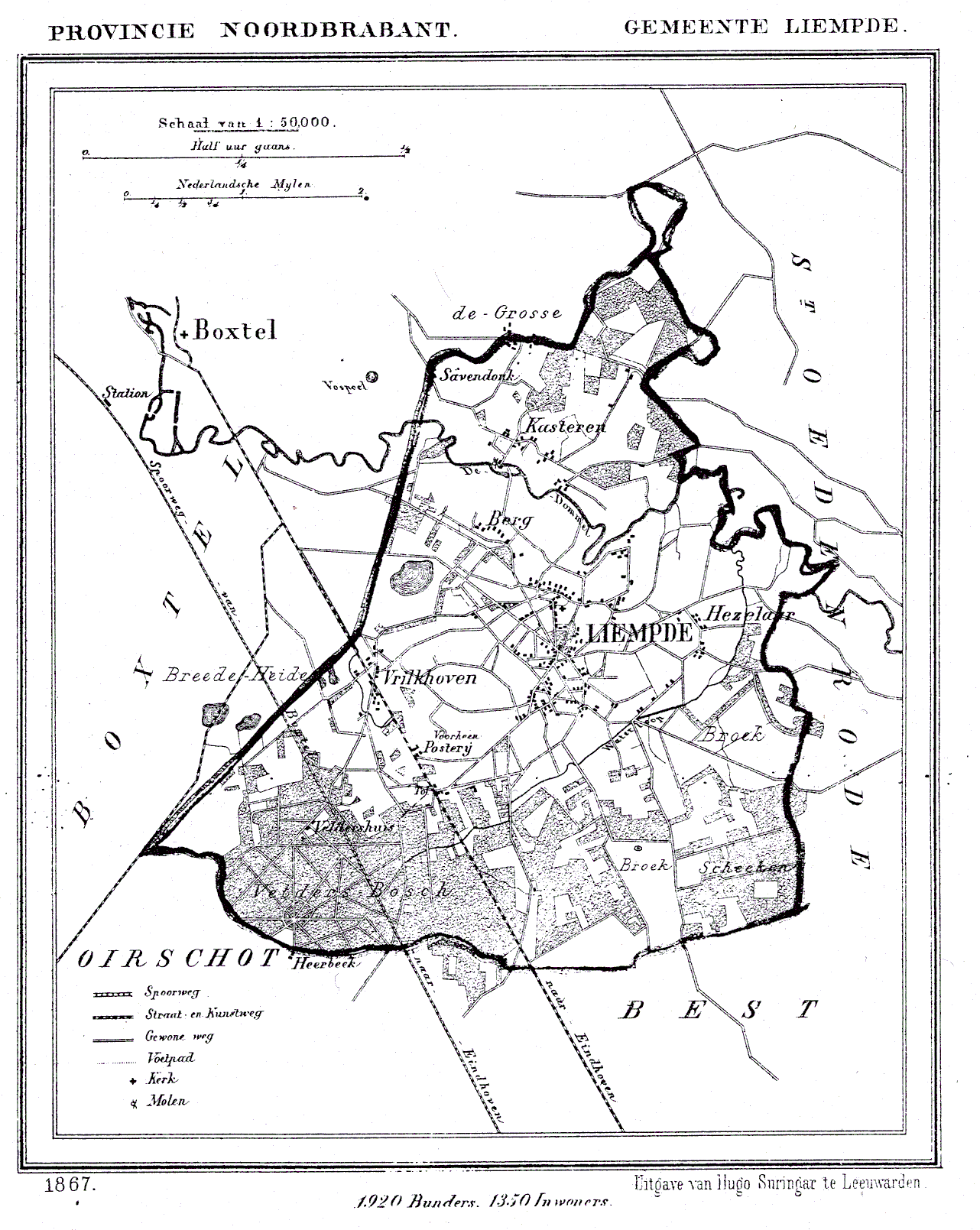
Liempde in 1867

Sinds 1648 wordt Liempde onderdeel van de Republiek der Zeven Verenigde Nederlanden. Aangezien de Meierij van 's-Hertogenbosch en al haar toebehoren werd toegewezen aan de Staten, had Schijndel onder de Staats-Brabantse functie als militaire buffer voor het gewest Holland weinig tot geen mogelijkheden om tot economische groei te komen. Het werd een tijd van weinig vooruitgang. Het Sint-Janskerkje werd in bezit genomen door de protestantse Staatse overheid. Na de inval van de Franse troepen in 1672 kregen de katholieke inwoners van Liempde echter toestemming om tegen de betaling van een recognitiecijns de mis te vieren in een schuurkerk aan het huidige Kerkeind (thans Dorpsstraat/Toose Plein). Dezelfde schuurkerk werd in 1770 gedeeltelijk in steen (toren) herbouwd. Om deze schuurkerk, gelegen aan het Kerkeind, ontwikkelde zich een klein centrum met enige ambachtslieden.
In 1787 werd te midden van de herdgangen Kasteren, Vrilkhoven, Looeind, Berg, Hezelaar en Koestraat een nieuw raadhuis gebouwd (thans Raadhuisplein 1). Het ontwerp is van de Boxtelse architect, cartograaf, landmeter en waterstaatkundige Hendrik Verhees. Het huidige centrum van Liempde ontwikkelde zich om dit raadhuis heen.

### Franse tijd en koninkrijk der Nederlanden
Pas in 1795, toen de Fransen binnenvielen, kreeg Liempde zijn vrijheden terug en werd het een volwaardig onderdeel van het koninkrijk der Nederlanden. Op 23 mei 1864 gingen de schuurkerk, pastorie en 13 huizen door een grote dorpsbrand verloren. De vervallen Sint-Janskapel was al in 1826 afgebroken. In 1886 kwam de nieuwe kerk gereed en in 1894 de bijbehorende toren.

### Moderne tijd
Omstreeks 1750 werd de Steenweg van 's-Hertogenbosch via Eindhoven naar Luik aangelegd. Deze liep echter langs de dorpskern en bracht weinig economische activiteit naar Liempde. Na de aanleg van het Duits Lijntje werd station Liempde in 1889 geopend. Het lag in de buurt van Kasteren en werd in 1936 weer gesloten. Voorts kwam er een verharde weg die Liempde met Boxtel verbond, en in 1914 werd Liempde op het elektriciteitsnet aangesloten. Tegen het einde van de 19e eeuw was de klompenmakerij erg belangrijk voor Liempde, vooral door de vele populieren die dankzij het voorpootrecht in de streek te vinden waren. Omstreeks 1880 werkte daar nog 10% van de bevolking, maar in de 1e helft van de 20e eeuw nam dit aandeel geleidelijk af, hoewel er op dit moment nog steeds één klompenfabriek in bedrijf is aan de Kapelstraat. In 1960 kwam er een bescheiden bedrijventerrein.

## Landschappelijke ontwikkeling
Liempde is gelegen op een dekzandrug tussen de beekdalen van de Aa en Dommel. Rond de dekzandrug lagen drassige broekgronden, waarvan de hogere gedeelten gebruikt werden voor bewoning. Eind 13e eeuw gingen de Hertogen van Brabant over tot het in eeuwigdurend erfpacht uitgeven van gemeenschappelijke gronden. Zo werd in 1314 de erfpacht uitgegeven van de ‘Bodem van Elde’, waar alleen de Liempdenaren uit Kasteren rechten kregen. Dit uitgestrekte vochtige bos- en heidegebied was vrijwel onbewoonbaar. De grens van deze gemeijnt Bodem van Elde, die tussen St. Michielsgestel, Boxtel, Schijndel, Sint-Oedenrode en Liempde gelegen was, werd gedeeltelijk gevormd door de rivier de Dommel. Sommige bolakkers in deze omgeving bestaan al eeuwenlang in dezelfde vorm en zijn door hun compleetheid zeer goed te herkennen, zoals bij Het Groot Duijfhuijs.

Door de kleinschalige verkaveling, het patroon van zandpaden en kleine bosjes ontstond het typisch Meierijs landschap.
Op de deels sterk leemachtige gronden rond Liempde werden vanaf 1750 veel populieren aangeplant. Tussen 1760 en 1780 vond de grootste toename van houtteelt plaats in de gemeenten Schijndel-Sint-Oedenrode-Udenhout en Veghel. Met de aanplant van populieren, het patroon van zandpaden en vochtige broekgronden ontstond op deze wijze het zo kenmerkende Meierijse "Peppellandschap". Dit landschap was in feite puur economisch, aangezien de populierenteelt grotendeels in dienst stond van de klompenindustrie. Kerngebied van deze klompenmakerij, en dus ook van de populierenteelt, werd met name gevormd door de gemeenten Sint-Oedenrode, Schijndel, Veghel, Liempde, Best en Boxtel.

## Bezienswaardigheden

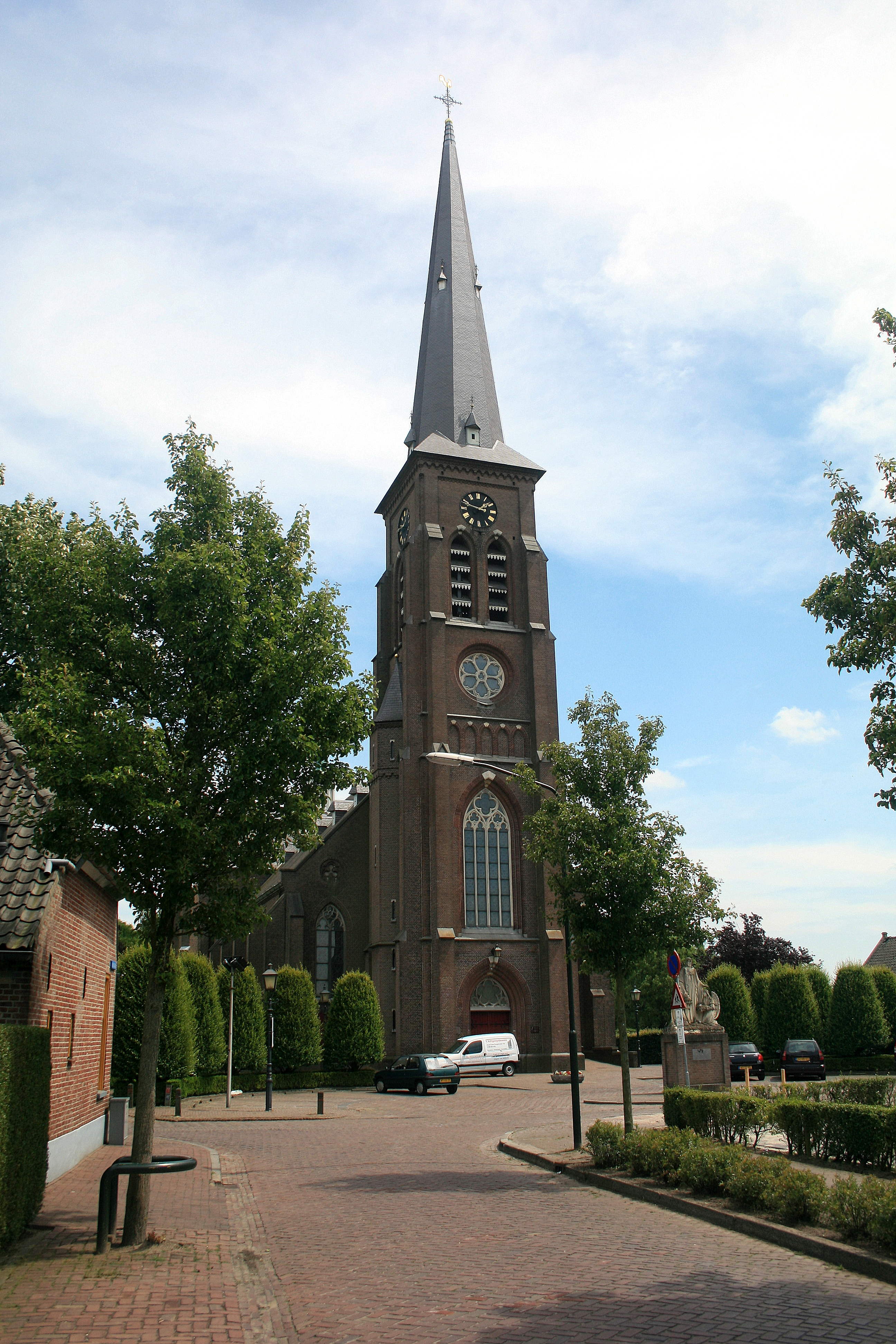
Sint-Jans Onthoofdingkerk

Het dorp heeft een aantal rijks- en gemeentelijke monumenten, een aantal oude langgevelboerderijen, twee beschermde dorpsgezichten (omgeving Raadhuisplein en kerk/Kapelstraat) en een zeer oude duiventoren (In het gehucht Kasteren). Het is een typisch esdorp, er zijn verschillende op dekzandruggen gelegen akkercomplexen met een dik plaggendek, weidegebieden, en voormalige heidevelden. Veldnamen als Kerkheiseweg en Heideweg herinneren daar nu nog aan.
Tot in de 18e eeuw werd het gebied van Liempde afgebakend door negen grenspalen. De Paal bij de Leemputten, tussen Boxtel en Liempde, is bewaard gebleven en bevindt zich aan de Gemondesestraat. Een tweede paal (niet compleet) is te vinden aan de Eindhovenseweg/Oude Rijksweg nabij de Blauw Hoef. De Leemputten of Leemkuilen zijn genoemd naar het winnen van leem, dat al sedert de 14e eeuw gedocumenteerd is. Van de leem werden stenen vervaardigd.
- De Mariakapel aan de Broekdijk is ingewijd in mei 2005. Ze vervangt een eerder kapelletje dat in 1946 werd opgericht door Jan van der Loo, die dit tijdens de Tweede Wereldoorlog beloofde indien hij niet in Duitsland te werk zou worden gesteld. Dit monumentje moest wijken voor de herstructurering van de Broekdijk, die plaatsvond in 2002-2003. Daarna werd door buurtbewoners het huidige monumentje gebouwd.
- Sint-Jans Onthoofdingkerk aan de Dorpsstraat. Een neogotische kerk uit 1886 met een toren uit 1894. Architect was Hendrik Jacobus van Tulder. Het is een driebeukige bakstenen pseudobasiliek met dwarspand en een toren aan de voorkant van de kerk. De kerk wordt gewaardeerd als een van de betere werken van Van Tulder. Bij de kerk staat een Heilig Hartbeeld uit 1932.

## Monumenten
Zie ook:
- Lijst van rijksmonumenten in Liempde
- Lijst van gemeentelijke monumenten in Liempde

## Musea
- Museum De Kleuskes is een Brabantse langgevelboerderij aan de Oude Dijk 21, die is ingericht als museum en het vroegere boerenleven toont.

## Natuur en landschap
Liempde is omgeven door twee complexen bolle akkers: De Hezelaarse Akkers en de Vrilkhovense Akkers. Deze gebieden hebben nog het grootste deel van hun oorspronkelijke wegenstructuur. Ten noorden van Liempde stroomt de Dommel, hier ligt ook de historische buurtschap Kasteren. Rondom Liempde ligt een uitgestrekt leemgebied met vochtige leembossen als De Scheeken en De Geelders, en het oude Velder in het zuidwesten. Dit alles maakt deel uit van het veel grotere Nationaal Landschap Het Groene Woud. Ook de kleinere natuurgebieden zoals De Prangen, De Sort, Kuppenbunders, Ooiendonk, De Rouwbeemd en De Maai zijn de moeite waard.

## Publicaties
Er zijn opvallend veel publicaties verschenen over Liempde. Een greep uit de lange lijst:
- Het steenen huijs met gebinte, stal ende schuren. Over o.a. een 16-tal historische boerderijen / schuren uit Liempde (Wilbert Steenbakkers, 2017)
- Velder en Heerenbeek, Oorsprong en toekomst van twee natuurparels in Het Groene Woud (Ger van den Oetelaar, 2015)
- Liempdse Contreien in Naam door de Eeuwen heen (Frits Beelen, 2002)
- Liempde, waar de Tijd heeft stil gestaan (Wiro Heesters, 1987)
- De Liempdse Scheeken tussen Gemeijnt en Wederopbouw. Van Woeste Grond naar Natuurparel (Ger van den Oetelaar, 2016)
- Serenade voor Concordia, over 125 jaar Liempde en haar fanfare (Marcel Baijens, 2014)
- Baanderheren boeren & burgers: Een overzicht van de geschiedenis van Boxtel, Liempde en Gemonde (Jean Coenen, 2004)
- De Geelders, Bosgebied in Het Groene Woud. Van middeleeuwse Kartuizers tot hedendaagse Natuurbeheerders (Ger van den Oetelaar, 2012)
- Een Koning in Liempde (Marcel Baijens, 2014)
- Liempde in oude ansichten en foto's (Frits Beelen en Ger van den Oetelaar, 2013)
- Verborgen Middeleeuwen in Het Groene Woud. Historische, landschappelijke en ecologische Rijkdom van Grenswallen (Ger van den Oetelaar e.a., 2018)
- Liempdse contreien in naam door de eeuwen heen (Frits Beelen, 2002)
- Een Schakelend dorp (Roger van Laere, 1994)
- Driek (Roger van Laere, 1986)
- Het Liempdse rijk van St. Albertus (Roger van Laere, 1984)
- Kasteren, een gehucht apart (Roger van Laere, 1982)
- Over Liemt en de boeremèrt (Roger van Laere, 1981)

## Trivia
- Liempde is het dorp waar Jan Biggel zijn muziekvideo voor zijn carnavalskraker "Ons moeder zeeij nog" heeft opgenomen.[bron?]
- Met carnaval krijgt Liempde een andere naam: Ploegersland. De Liempdenaren worden ploegers, ploegerinnen, ploegerkes en ploegerinnekes genoemd. Prinsenvereniging "De Ploegers" is de vereniging die momenteel een deel van de feesten en activiteiten rond carnaval organiseert.
- Liempde is ook bekend om zijn Boeremèrt op Tweede Paasdag en vroeger de Landbouwtentoonstellingen op het Landgoed Velder.
- Van 2000 tot en met 2007 werd het uitgebreide Landgoed Velder gebruikt voor het meerdaags Flevo Festival. Het festival verhuisde in 2008 om redenen van geluidshinder in het Nationaal Landschap Het Groene Woud.
- Liempde staat bekend om zijn gemeenschapszin. Dat komt tot uitdrukking in het grote aantal verenigingen en de vele activiteiten die worden georganiseerd. Zo bracht de activiteit 'Samenloop voor Hoop' in 2015 ruim 1600 deelnemers op de been en werd hiermee op één dag een bedrag van € 150.876 ingezameld voor KWF Kankerbestrijding.
- Van medio december tot en met Driekoningen zijn de huizen en winkels in het centrum van het dorp versierd met kerstverlichting. Ook is er een 'kribkesroute' langs de bijna 200 kerststallen die verspreid in het dorp staan opgesteld.

## Bekende Liempdenaren

### Geboren in Liempde
- Dianne van Giersbergen (1985) - zangeres
- Jan Kruysen (1874 - 1938) - schilder

### Overleden in Liempde
- Bas van Erp (1979–2016)

## Nabijgelegen kernen
- Boxtel, Kasteren, Sint-Oedenrode, Boskant, Oirschot, Best